# 외온동물

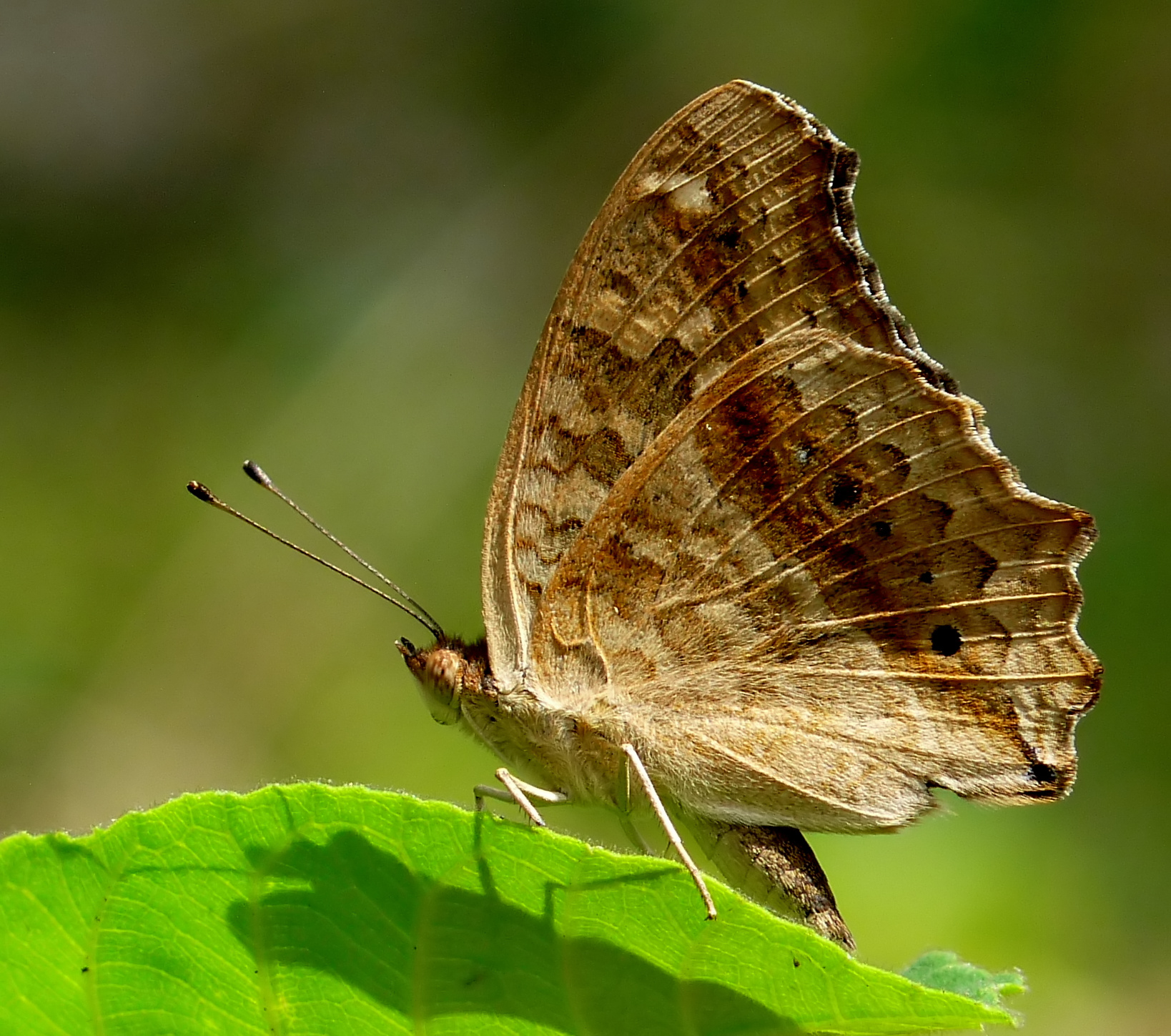

생태학 등에서 외온동물(外溫動物,Ectotherm)은 자신의 체온을 조절하거나 유지할 수 없어서 태양으로부터 공급되는 열이나 땅속의 지열을 이용하는 등 외부의 열을 이용하여, 서식에 필요한 최적의 온도를 얻어 체온을 유지하는 동물이다.   파충류 나 뱀, 나비같은 곤충, 또는 거북 따위가 있다. 냉혈동물로도 불린다.

## 같이 보기
- 항온동물